# Перес, Хосе Хулиан
Хосе Хулиан Перес де Эчалар (исп. José Julián Pérez de Echalar; 16 февраля 1780, Тариха, Вице-королевство Рио-де-ла-Плата — август 1840, Буэнос-Айрес, Аргентинская конфедерация) — аргентинский политик, участвовавший в Майской революции, член Великой хунты и Второго триумвирата, секретарь Первого триумвирата.

## Биография
Родился 16 февраля 1780 года в Тарихе, в семье Хуана Переса де Эстрада-и-Альвареса и Агустины Эчалар Ичасо. Он получил юридическое образование в Королевском и Папском университете Сан-Франциско Ксавьера де Чукисака в 1796 году, работал юристом в своем родном городе Тариха и в Жужуе. Вместе со своим другом Хуаном Игнасио Горрити он поддержал Майскую революцию и собрал открытый совет, который избрал его депутатом Великой хунты в Буэнос-Айресе, вступив в нее в декабре 1810 года.
Он был одним из немногих депутатов от внутренних дел, которые выступили против Корнелио Сааведры и декана Грегорио Фунеса, и присоединился к группе Хуана Хосе Пасо, занимавшей промежуточное положение между президентом и бывшим секретарем Мариано Морено. Когда в апреле 1811 года произошла революция, которая передала всю власть Корнелио Сааведре и Хоакину Кампане, он стал лидером оппозиции в хунте.
Он дважды ездил в Монтевидео в качестве посла к вице-королю Франсиско Хавьеру де Элио и договорился с ним о предоставлении роялистам контроля над Восточной полосой и восточной частью региона Энтре-Риос. Затем он собрал восточных патриотов, чтобы сообщить им новости. Он едва спас себе жизнь, но все же приказал Хосе Рондо снять осаду Монтевидео.
Вместе с Фелисиано Чикланой он возглавил государственный переворот, в результате которого совет Буэнос-Айреса заставил хунту назначить Первый триумвират. Он был секретарем вместе с Бернардино Ривадавией. Позднее, возможно, после кровавых репрессий по делу о предполагаемом заговоре Мартина де Альсаги, он вышел из состава правительства.
Он поддержал Октябрьскую революцию 1812 года, которая привела к власти Второй триумвират, и был избран депутатом от Буэнос-Айреса в Ассамблею XIII года. В апреле того же года он присоединился к Триумвирату, заменив своего друга Пасо. Он вступил в ложу «Лаутаро» и поддерживал планы Карлоса Марии де Альвеара, включая создание Директории.
Когда в апреле 1815 года Карлос Мария де Альвеар был свергнут, его приговорили к ссылке. На следующий год он вернулся в Буэнос-Айрес и посвятил себя торговле между столицей и Тарихой. Похоже, он больше никогда не принимал участия в политике, а когда его родная провинция присоединилась к Боливии, он остался в Буэнос-Айресе. В 1834 году он был помещен в городскую больницу в состоянии полного отчуждения.
Был женат на Хосефе Маргарите де Сегада-и-Рубианес, от брака с которой у него было трое дочерей:
- Мария Висента Перес Зегада
- Фульхенсия Агустина Перес Зегада
- Полония Хосефа Перес Зегада